# El Shaddai: Ascension of the Metatron
El Shaddai: Ascension of the Metatron (エルシャダイアセンションオブザメタトロン?, Erushadai Asenshon obu za Metatoron) è un videogioco d'azione sviluppato e pubblicato da Ignition Entertainment nel 2011 per PlayStation 3 e Xbox 360. Il 1º settembre 2021 è uscita una conversione su Steam e il 28 aprile 2024 su Nintendo Switch.

## Trama
La storia si ispira all'apocrifo Libro di Enoch, e segue Enoch, nel videogioco uno scriba celeste che viene incaricato da Lucifel, un angelo incaricato della protezione del mondo che esiste al di fuori del flusso del tempo, di trovare sette angeli caduti, accusati di aver alimentato sulla Terra una sommossa contro Dio stesso da parte degli umani, per impedire che la grande inondazione distrugga l'umanità. Nel suo percorso viene accompagnato da quattro Arcangeli.

## Modalità di gioco
El Shaddai è un videogioco d'azione in terza persona che presenta elementi tipici dei titoli a piattaforme, nel quale il giocatore controlla il protagonista Enoch. Lo scopo del gioco è quello di farsi strada lungo i livelli affrontando i vari nemici eseguendo sequenze di combo tramite le proprie armi a disposizione.

## Accoglienza
La rivista Play Generation diede alla versione per PlayStation 3 un punteggio di 79/100, apprezzando lo stile grafico dei personaggi e delle ambientazioni, i boss di fine livello e la colonna sonora e come contro la struttura leggermente ripetitiva e l'inquadratura non sempre impeccabile, finendo per trovarlo un titolo con luci e ombre, l'impatto visivo era notevole ma la struttura di gioco era eccessivamente monotona.